# Dmitri Konstantinowitsch Nawalichin
Dmitri Konstantinowitsch Nawalichin (russisch Дмитрий Константи́нович Навалихин, wiss. Transliteration Dmitrij Konstantinovič Navalichin; * 12. Oktober 1911 in Nowosibirsk; † 17. Mai 1991) war ein sowjetischer Architekt und Kunstmaler. Als Chefarchitekt der Stadt Kaliningrad und späterer Leiter der Gebietsverwaltung erstellte er die Entwürfe für den von GIPROGOR, dem staatlichen Institut für Stadtplanung, abgelehnten Wiederaufbau der Altstadt und des Königsberger Schlosses (Navalichin-Maksimow-Plan 1949). Er entwarf unter Stalin die Kaliningrader Friedensallee (Prospekt Mira; früher Prospekt Stalingrad) und stellte unter der Perestroika die Denkmalschutzzonen Kaliningrads auf.

## Werdegang

### Architektenausbildung
Nawalichins Ausbildung war die eines „sehr wohl sowjetischen, aber auch traditionellen St. Petersburger Künstler-Architekten“. Er studierte am Leningrader Institut für Bauingenieurwesen (Leningradski inschenerno-stroitelny institut, LISI, heute Staatliche Universität für Architektur und Baukunst Sankt Petersburg) bei Andrei Andrejewitsch Ol. Noch vor seinem Abschluss arbeitete Nawalichin in Ols Büro am Entwurf und an der Ausführung eines Wohnhauses am Suworow-Prospekt. Es handelte sich dabei um das Wohnhaus an der Ecke des Leningrader Suworow-Prospekts und der 5. Sowjetischen Straße. 1936 schloss er sein Studium ab.

### Malerausbildung
Nawalichin war nicht nur Architekt, sondern auch Kunstmaler. Seine diesbezügliche Ausbildung erhielt er am Repin-Institut der „Allrussischen Kunstakademie“ in Leningrad. Seine Lehrer waren die Maler Konstantin Rudakow (1891–1949) und Lansere (1875–1946).

### Arbeit
Bis zum Beginn des Zweiten Weltkrieges arbeitete Nawalichin als Architekt in Leningrad und Umgebung an kleineren Projekten. 1946 wurde er Mitglied der KPdSU. Nach dem Krieg bekam er zwei Aufträge in Moskau. 1947 kam er nach Kaliningrad und war von 1947 bis 1955 Chefarchitekt der Stadt. Zusammen mit Arseni Wladimirowitsch Maximow schlug er vor, die Struktur der alten Stadtblöcke beizubehalten und das Königsberger Schloss stehen zu lassen. Der Vorschlag zum Wiederaufbau wurde nicht umgesetzt; die Straßenführung wurde gemäß dem Vorschlag beibehalten, die Schlossruine 1968 gesprengt.
Bis 1957 war er Leiter der Gebietsverwaltung für Architektur. Von 1957 bis 1961 war er Leiter der Abteilung für Wohnungsbau an der Akademie für Architektur in Tscheljabinsk. Von 1961 lehrte er am Moskauer Lehrstuhl für Architektonische Projektierung in der Siedlungsplanung und arbeitete für GIPROGOR, das staatliche Institut für Stadtplanung.
Seit 1975 arbeitete er am Institut des „Spezialrestaurierungsprojekts“ in Moskau (FGUP Institut „Spezprojektrestawrazija“) und war dort Leiter der Abteilung für die Planung von Denkmalschutzzonen. Er war Chef für die Planungen für alte russische Städte wie Astrachan, Tomsk, Rjasan und Nischni Nowgorod. 1989 kehrte er nach Kaliningrad zurück, um eine Denkmalliste zu erstellen.

## Werkverzeichnis
- Haus am Suworowprospekt Ecke 5. Sowjetische Straße, Leningrad (1935–1938)
- Altes Sanatorium, Kislowodsk (1937–1938)
- Rekonstruktionen, Kaliningrad (ab 1947)
- Bau des Stalingradprospekts (heute Prospekt Mira; dt.: Allee des Friedens), Kaliningrad (ab 1947)
- Erster Plan zum Wiederaufbau der Altstadt von Kaliningrad (1949)

## Publikationen
- K voprosu rekonstrukcii goroda Kaliningrada (Zur Frage des Wiederaufbaus der Stadt Kaliningrad)[19] = К вопросу реконструкции города[3]. Moskau 1954.
- K voprosu rekonstrukcii centra goroda Kaliningrada (Zur Frage des Wiederaufbaus des Zentrums der Stadt Kaliningrad)[20] = К вопросу реконструкции центра города[3]. Moskau 1958.